# Misumenops exanthematicus
Misumenops exanthematicus är en spindelart som först beskrevs av Holmberg 1881.  Misumenops exanthematicus ingår i släktet Misumenops och familjen krabbspindlar. Inga underarter finns listade i Catalogue of Life.